# Gouverneur (villa)
Gouverneur es una villa ubicada en el condado de St. Lawrence en el estado estadounidense de Nueva York. En el año 2000 tenía una población de 4,263 habitantes y una densidad poblacional de 773.9 personas por km².

## Geografía
Gouverneur se encuentra ubicada en las coordenadas 44°20′4″N 75°27′59″O / 44.33444, -75.46639.

## Demografía
Según la Oficina del Censo en 2000 los ingresos medios por hogar en la localidad eran de $25,174, y los ingresos medios por familia eran $29,192. Los hombres tenían unos ingresos medios de $31,768 frente a los $20,064 para las mujeres. La renta per cápita para la localidad era de $12,482. Alrededor del 18.3% de la población estaban por debajo del umbral de pobreza.